# Muzimes brodskyi
Muzimes brodskyi là một loài bọ cánh cứng trong họ Meloidae. Loài này được Dvorák miêu tả khoa học năm 1983.